# محمد مکری
محمد مُکری (زاده ۱۲۹۸ خورشیدی در کرمانشاه – درگذشته تیر ۱۳۸۶ در پاریس) نویسنده، شاعر، محقق و زبان‌شناس معاصر ایران بود.
محمد مکری در زمان مشاورت در شرکت نفت به اتهام جاسوسی در سال ۱۳۶۶ دستگیر و روانه زندان اوین گردید و پس از مدت کوتاهی کمتر از ۱ سال بدون محاکمه قطعی از زندان ازاد شد و به فاصله کوتاهی پس از آزادی برای همیشه از ایران خارج شد. 

## زندگی
محمد مکری در سال ۱۳۰۵ خورشیدی در شهر کرمانشاه چشم بجهان گشود.
وی استاد تحقیقات در مرکز تتبعات وزارت فرهنگ و علوم و استاد دانشگاه سوربن پاریس، نویسنده، شاعر، محقق، زبان‌شناس و متخصص زبانهای باستان و لهجه‌های قدیم و فعلی ایرانی، مردم شناس، مورخ تاریخ افکار و مذاهب، تالف حدود صد جلد کتاب و پژوهش علمی و بیش از صدها مقاله.
وی عضو اغلب مجامع علمی اروپایی بوده‌اند.
محمد مکری در سال ۱۳۴۴ موفق به اخذ جایزه و نشان علمی از فرهنگستان آثار ملی و ادب فرانسه به پاس چندین دهه خدمات علمی شد.
او بخاطر گرایش‌های سیاسی به جبهه ملی و نهضت آزادی دو بار مجبور به ترک ایران شد. بار اول از سال ۱۳۳۳ و بعد از فروپاشی دولت مصدق تا سال ۱۳۵۸ که با پیروزی انقلاب به ایران برگشت.

محمد مکری از حامیان و نزدیکان آیت الّله خمینی در سال‌های اوّل انقلاب بود. در مصاحبه‌ای با روزنامه کیهان در ۸ فوریه ۱۹۷۹ ضمن پشتیبانی از انقلاب ایران گفته بود: 
در ایران "کسی صاحب ثروتهای افسانه‌ای نخواهد شد" و "زمینها ملّی می‌شوند و به کار سود تعلق خواهد گرفت".
 دربارهٔ دیدگاه وی نسب به انقلاب در سال‌های اولیه انقلاب او معتقد بود که: 
"جمهوری اسلامی با حکومت مذهبی تفاوت دارد".
محمد مُکری نخستین سفیر کبیر تام‌الاختیار ایران پس از انقلاب در مسکو؛ شوروی سابق و مغولستان در بین سال‌های ۱۳۵۸ تا ۱۳۶۲ بود. بعد از یک دهه فعالیت در مقامات اداری و اجرایی و باز نشستگی در سمت مشاور وزیرنفت، مجدداً ساکن فرانسه شد و به تحقیقات و مطالعات علمی پرداخت و تا پایان عمر در شهر آوری در حومه پاریس زندگی کرد.
او در تیر ماه ۱۳۸۶ در منزل خود در شهر إوری در حومهٔ پاریس درگذشت.

## مشاغل قبل از خروج از ایران
مشاغل وی قبل از خروج از ایران به فرانسه در سال ۱۳۳۳ «اولین مهاجرت اجباری».
- رئیس فرهنگ مهاباد؛ ۱۳۲۲ تا ۱۳۲۳
- پایه‌گذار و نخستین رئیس اداره تعلیمات ایلات و عشائر ایران ۱۳۲۴ تا ۱۳۲۸
- تهیه‌کننده طرح‌های تعلیمات و آموزش اجباری و عمومی در کشور ۱۳۲۵
- مدیر کل وزارت فرهنگ ۱۳۳۰
- مأمور علمی اداره کل نگارش وزارت فرهنگ در تهیه لغت نامه دهخدا ۱۳۱۹ تا ۱۳۲۴
- استاد زبان و ادبیات فارسی و زبان پهلوی ساسانی در دانشگاه تهران ۱۳۳۰ تا ۱۳۳۳
- استاد علم الاساطیر و مبتکر دروس زیبایی‌های اندیشه و اخلاق در افسانه‌ها و جهان نگاری‌ها ی قدیم ایران در دانشکده هنرهای زیبا ۱۳۳۰ تا ۱۳۳۳
- استاد تاریخ و علوم ادبی در دانشکده افسری ۱۳۲۹ تا ۱۳۳۳
- مدیر مسئول مجله ماد و بغستان ۱۳۳۱

## مشاغل بعد از ورود به ایران
مشاغل وی بعد از ورود به کشور در سال ۱۳۵۸ تا قبل از خروج از ایران برای دومین و همیشگی به فرانسه در سال ۱۳۶۷
- نخستین سفیر کبیر تام‌الاختیار ایران پس از انقلاب در مسکو؛ شوروی سابق و مغولستان ۱۳۵۸ تا ۱۳۶۲
- مشاور عالی وزارت نفت در امور بین‌الملل ۱۳۶۴ تا ۱۳۶۵

## شعر و بخشی از آثار  قلمی
مُحمّد مُکری شعر نیز می سرود و دیوان شعر او در سال ۱۳۷۰ منتشر گشته ‌است. از معروف ‌ترین اشعار وی «هنوزنامه» ای است بسیار مفصل، که در زمینهٔ ذکر مفاخر ایران زمین و رَد نظریه افول فرهنگ و هنر و اندیشه و دیانت در ایران اسلامی سروده شده‌ است و ندای غربت او و دوری از وطن را به گوش شنونده وارد می‌کند.  باید اضافه کنم که دکتر الله وردی آذری نجف آباد، زبانشناس، نویسنده و محقق، کتابی را پیرامون احوال استاد محمد مُکری نوشته است و این هنوزنامه با عنوان «هزار لؤلؤ غلطان هنوز از مژگان/ نثار مرقد پاک شه خراسان است» در سال ۱۳۹۳ چاپ شده ‌است و این نوشته را به ایشان تقدیم کرده است. در کتاب قهوه نامه رباعی های قهوه ای هم مفصل از این  ادیب و استاد بزرگ خطۀ ایران زمین صحبت می کند  و  می گوید که هفت سال با ایشان بوده همراه است: اما در این دوران هفت ساله که واقعاً برایم  هفت خوان تمام بود، همواره، من پای صحبت های حکیمانه و عارفانهٔ استاد دکتر محمّد مُکری، دو گوش داشتم، دو گوش دیگر هم قرض می کردم و عاشقانه به پند و اندرزها و خاطرات شیرین وی با جان و دل گوش فرامی دادم. مهربانی ها و خاطرهٔ نیک ایشان را هرگز  تا زنده ام فراموش نخواهم کرد زیرا به مصداق دقیق این رباعی که شایسته علمی این دانشمند بلند اندیش فرهیخته و بلند همت است، می گویم و می نویسم که هرگز نرود خاطره اش از دل من، از دل من، از دل این کم ترین بندگان خدا که مدت مدیدی در پاریس پای صحبت های گرم و شیرین او نشستم و این است احساس درونی ام از این استاد، از این شاعر، از این زبانشناس بزرگ زبان های ایران زمین و این جامعه شناس دینی و فرهنگی اقوام مختلف، این حکیم بزرگ ایران و فرهنگ ایران بزرگ و ایران سُتُرکْ:
ای مُوجِ بُلَندٍ بحَرِ بی سٰاحِلِ مَن/
ای حاصل بوستان بی حاصلِ مَن /
استادِ بُزرگِ نازنین ای مُکْری/
هرگز نَرَوَد خاطِره اَت اَز دلِ مَن!/

## آثار
- مُکری، محمد (۱۳۵۳). بهلول دانا و یاران حقیقت، بحث جامعه ‫شناسی مذهبی و تاریخی، تحقیق دربارۀ مقصد های الحادی و اساطیری ایرانی در نزد گروهی از متصوفان و فرقه‫ های غالی به انضمام متن گورانی دورۀ  بهلول با تصحیحات، ترجمه، تفسیر و یادداشت‫ ها.

- مُکری، محمد (۱۳۷۰). دیوان استاد دکتر محمّد مُکری، مجموعۀ غزلّیات، قصاید، قطعات ...، با مقدّمه و فهرست تألیفات. زندگینامه و کارنامۀ فرهنگی. با یادداشت‫ های کوتاه به زبان فرانسه. پاریس، لوون بلژیک: پترز بلژیک.

- مُکری، محمد (۱۳۷۲). ویژگی‌های عروضی در فرهنگ عامه. پاریس، لوون بلژیک.

- مُکری، محمد (۱۳۷۴). کردیّات ایرانی، مقالات مُکری. پترز بلژیک.

- مُکری، محمد (۱۳۸۴). پنج گفتار. کلن.

- مُکری، محمد (۱۳۸۵). نگاهی نو به تاریخ و زبان فارسی، خط و زبان فارسی کامل‫ ترین خط و زبان جهان. کلن، پاریس.

- Mokri، Mohammad (۲۰۰۳). Grammaire et lexique comparés des dialectes kurdes. Kkarthala, Paris.